# Jordi van Kerkhof
Jordi van Kerkhof (Beuningen, 10 juni 1996) is een Nederlands profvoetballer die als verdediger speelt.

## Carrière
Van Kerkhof speelde in de jeugd van Willem II, tot hij in de zomer van 2015 door Achilles '29 werd overgenomen. Hier speelde hij met Jong Achilles '29 in de eredivisie voor belofteteams. Op maandag 11 april 2016 maakte Jordi van Kerkhof zijn debuut in het eerste elftal, in de verloren thuiswedstrijd tegen Helmond Sport (1-2). Hij viel in de 87e minuut in voor Nicky van de Groes. In de zomer van 2016 ging hij naar RKC Waalwijk waar hij bij de beloften speelde. In 2017 ging hij voor TuRU Düsseldorf spelen in de Oberliga Niederrhein. Hij verliet die club in november van dat jaar. In juli 2018 ging hij naar FC Oberlausitz Neugersdorf dat uitkomt in de Regionalliga Nordost. Hij verliet die club in de winterstop van het seizoen 2018/19 vanwege een zware blessure. De rest van het seizoen werd Van Kerkhof assistent-trainer van JVC Cuijk waar hij in het seizoen 2019/20 ook zou aansluiten als speler. JVC Cuijk stopte in 2019 echter met het eerste team en Van Kerkhof ging voor het Duitse SGE Bedburg-Hau spelen dat uitkomt in de Landesliga.

## Statistieken
| Seizoen                   | Club           | Land           | Competitie     | Competitie | Competitie | Beker | Beker | Totaal | Totaal |
| Seizoen                   | Club           | Land           | Competitie     | Wed.       | Dlp.       | Wed.  | Dlp.  | Wed.   | Dlp.   |
| ------------------------- | -------------- | -------------- | -------------- | ---------- | ---------- | ----- | ----- | ------ | ------ |
| 2015/16                   | Achilles '29   | Nederland      | Eerste divisie | 1          | 0          | 0     | 0     | 1      | 0      |
| Carrièretotaal            | Carrièretotaal | Carrièretotaal | Carrièretotaal | 1          | 0          | 0     | 0     | 1      | 0      |
| Bijgewerkt op 9 juni 2016 |                |                |                |            |            |       |       |        |        |